# Příkrakov
Příkrakov je malá vesnice, část městyse Včelákov v okrese Chrudim. Nachází se asi 1,5 km na východ od Včelákova. V roce 2009 zde bylo evidováno 27 adres. V roce 2001 zde trvale žilo 48 obyvatel.
Příkrakov je také název katastrálního území o rozloze 2,57 km2. V katastrálním území Příkrakov leží i Hůrka, Střítež a Vyhnánov.

## Historie
Nejstarší písemná zmínka o Příkrakově pochází až z roku 1789, tak to alespoň uvádějí oficiální statistické zdroje. Název obce však najdeme už na mapě z I. vojenského mapování, které vzniklo v první polovině 80. let 18. století, je také uveden již v nejstarších matriční knize farnosti Včelákov (1738-1768), kam Příkrakov spadal. Ve starších, hlinských, matrikách tento název nenajdeme, tam je uváděna Střítež, ke které příkrakovské chalupy patřily.
Společně s dalšími obcemi v okolí patřil Příkrakov k panství Rosice. Ty jsou od obce vzdáleny asi 12 kilometrů severně. Toto panství patřilo na počátku 17. století Berkům z Dubé, po nich ho vlastnila rodina Kinských, a to až do zrušení panství v roce 1921.

## Stavby
- Větrný mlýn v Příkrakově

## Galerie

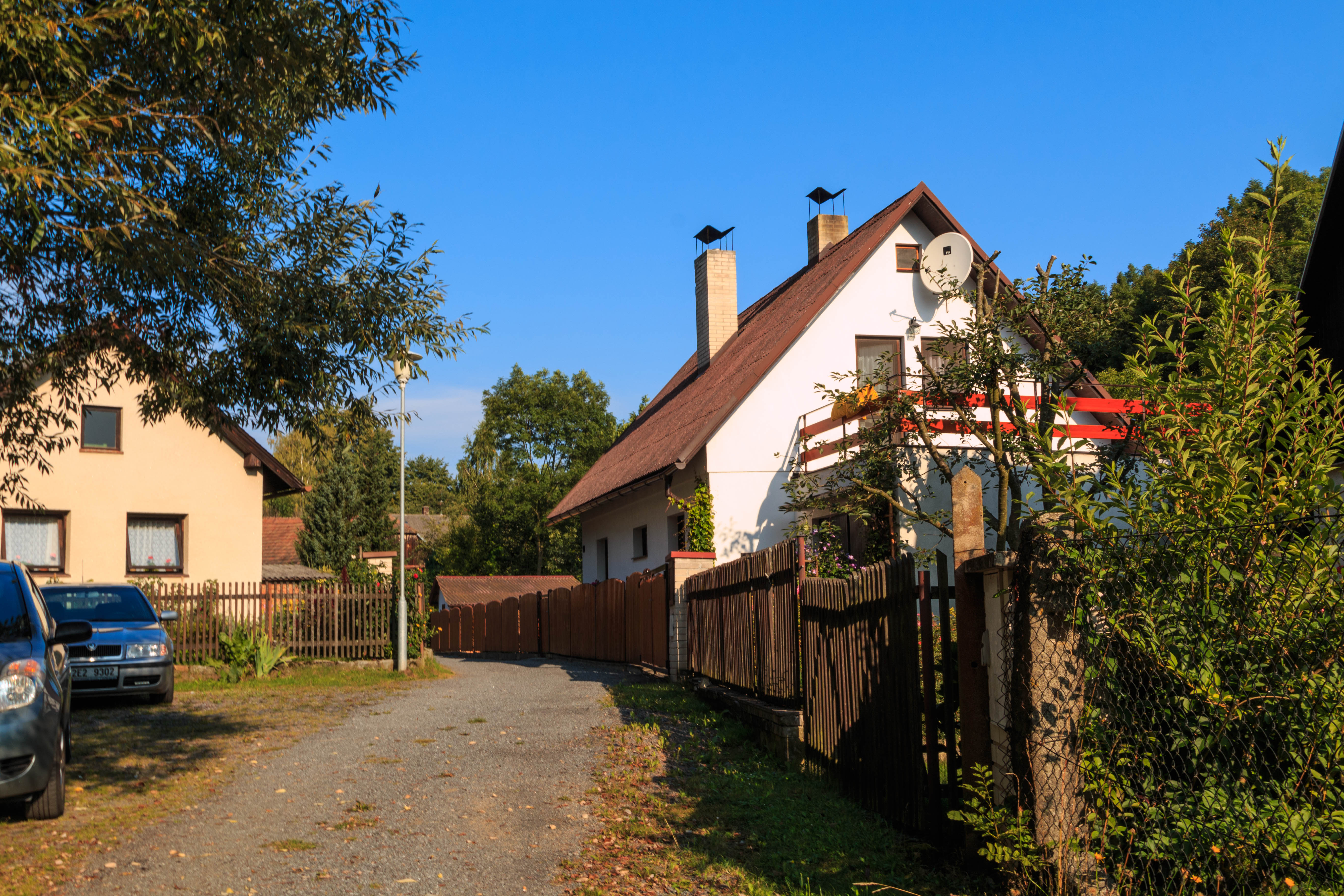
Příkrakov - čp. 14
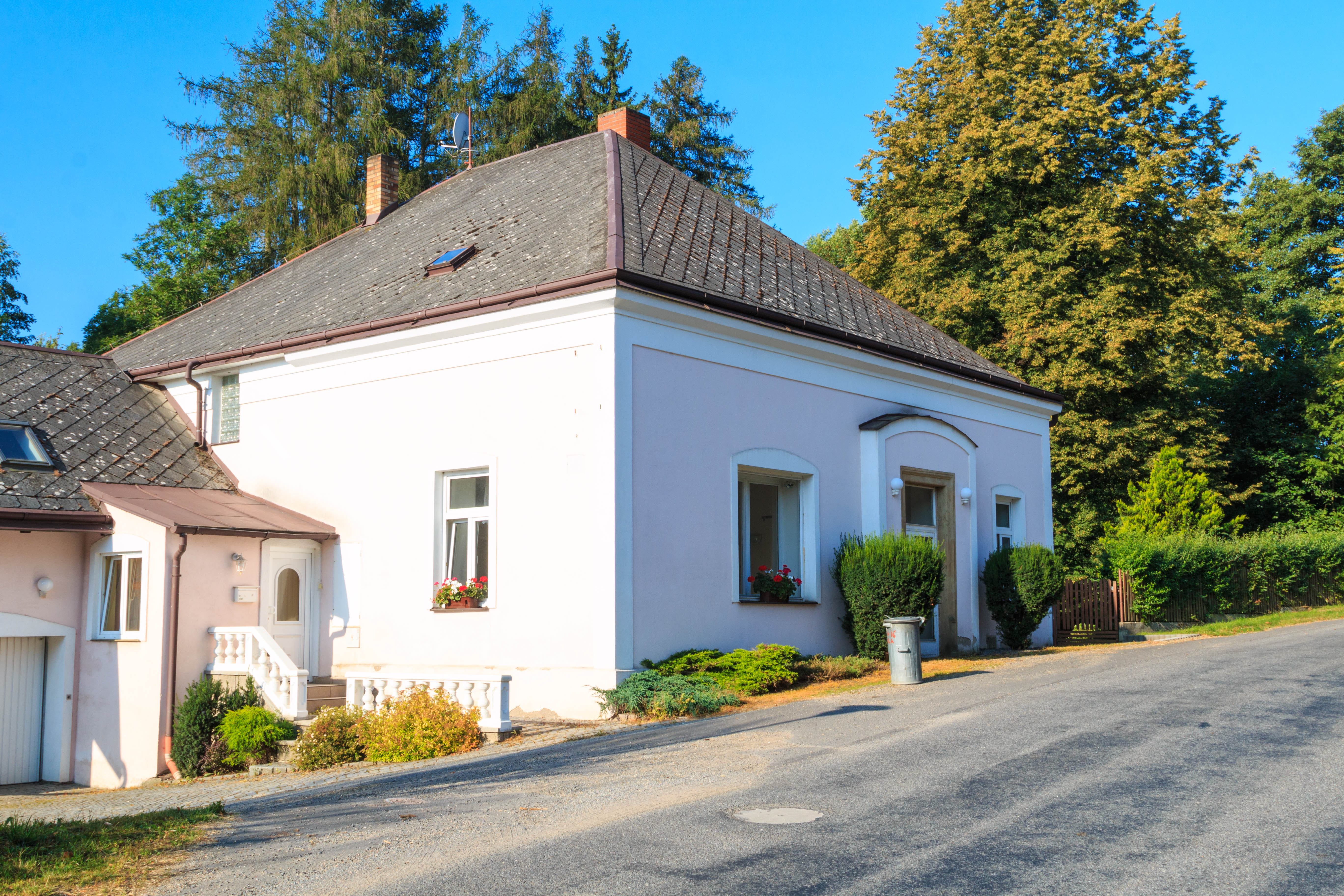
Příkrakov - čp. 22
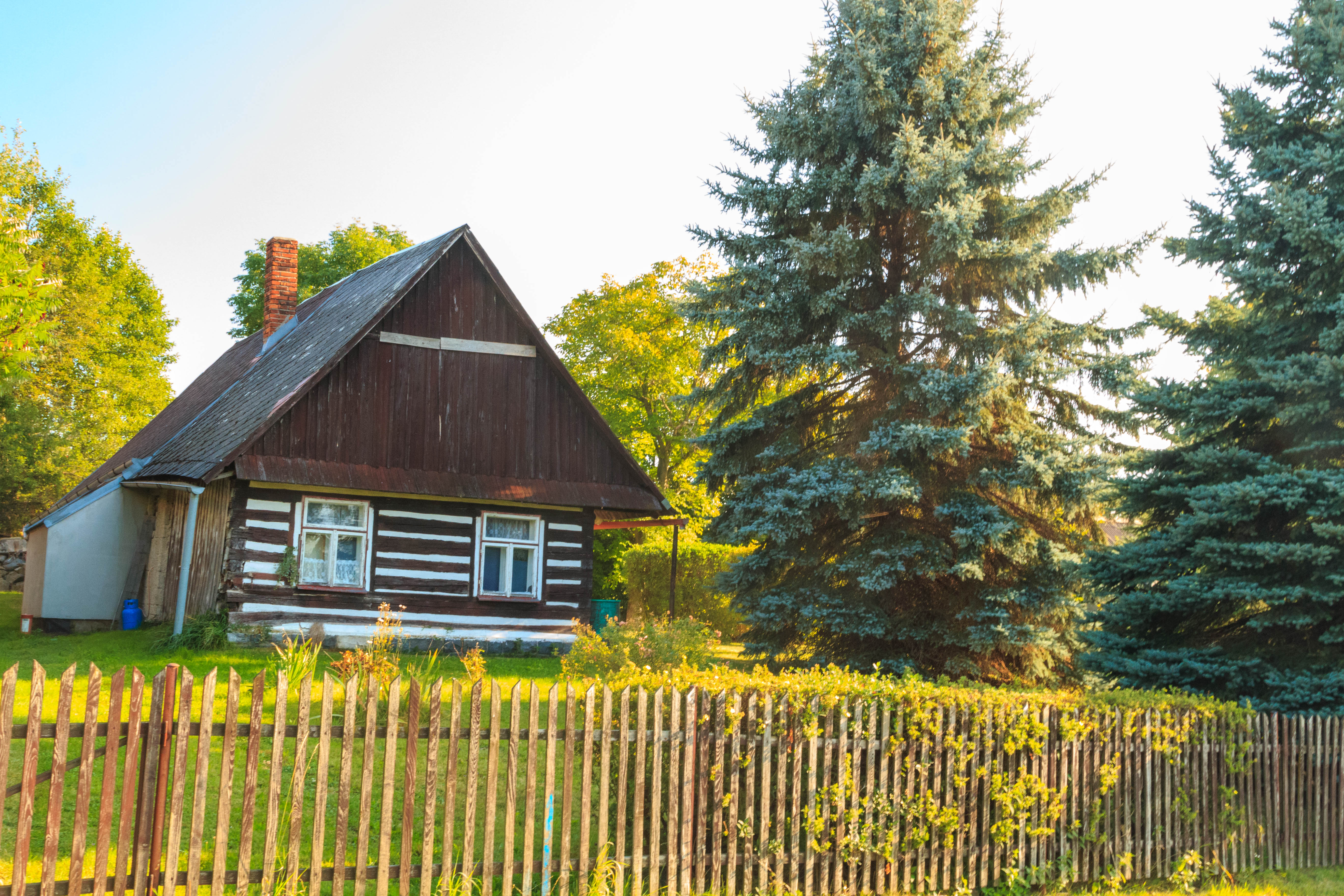
Příkrakov - čp. 8
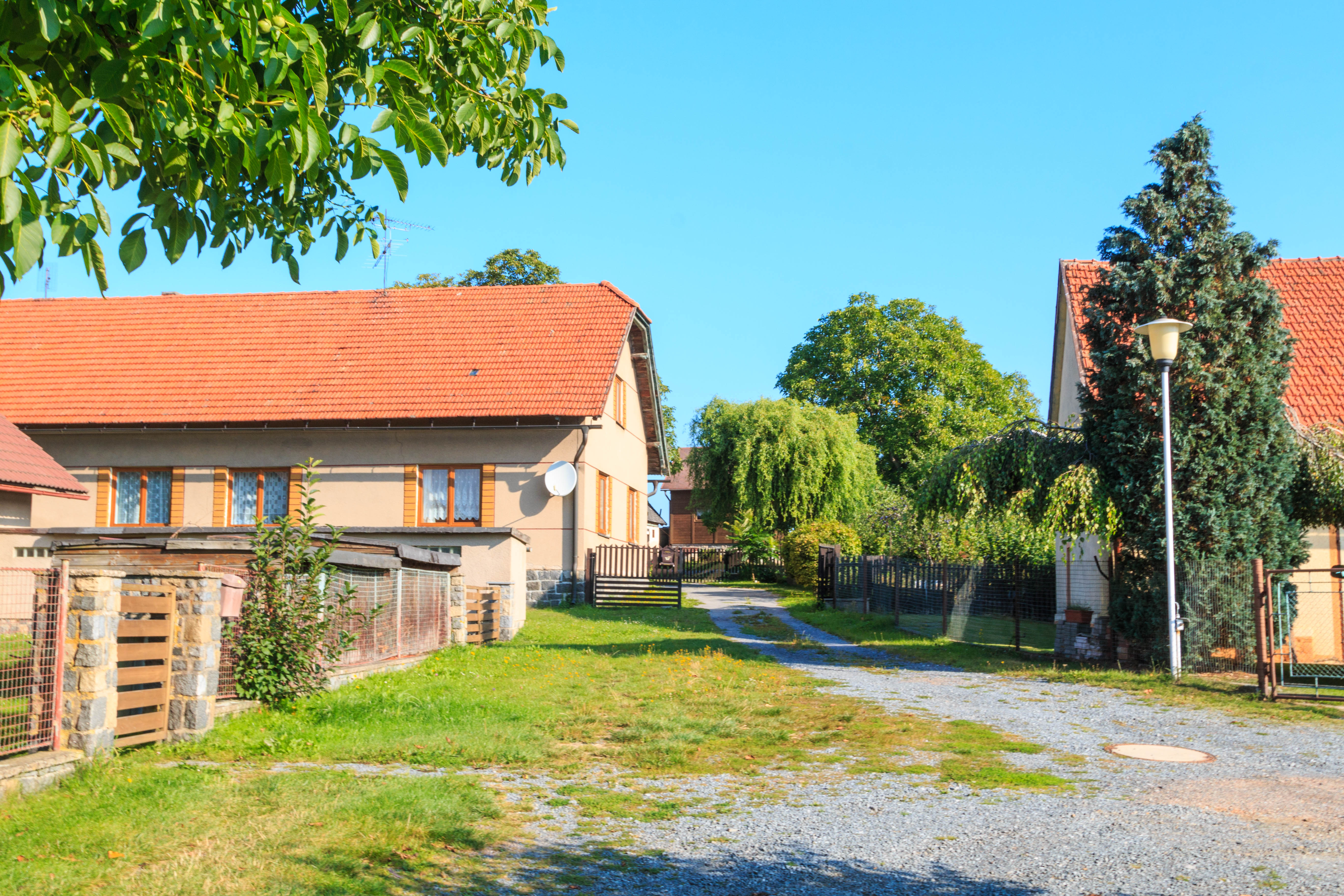
Příkrakov - čp. 6